# Grégory Mounis
Pour les articles homonymes, voir Mounis.

a Compétitions nationales et continentales officielles uniquement.

b Matchs officiels uniquement.
Grégory Mounis, né le 18 janvier 1985 à Perpignan, est un joueur de rugby à XIII international français au poste d'avants. Il est pendant plus de dix ans l'un des joueurs emblématiques des Dragons Catalans lors de ses premières années en Super League aux côtés de Rémi Casty, Thomas Bosc et Olivier Élima, et dont il a été capitaine.
Formé à l'Union treiziste catalane et passé par le pôle espoirs de Carcassonne, il remporte avec l'UTC le titre du Championnat de France en 2005 et deux titres de Coupe de France en 2004 et 2005. Sélectionné dans l'effectif des Dragons Catalans lors de l'intégration du club perpignanais en Super League lors de la saison 2006, il s'impose comme l'un des joueurs phares du club pendant plus de dix ans notamment au poste de troisième ligne et en endossant le rôle de capitaine. Il y dispute 273 matchs et prend part à la première participation du club dans une finale de Challenge Cup en 2007, perdue contre St Helens. Il prend sa retraite sportive en 2016 à 31 ans.
Après sa carrière sportive, il dirige la société « société Distribution Automatique (groupe So.i.dac) » avec sa famille sur Toulouges.

## Biographie
Grégory Mounis joue depuis 2006 sous les couleurs des Dragons Catalans en Super League. En août 2011, Grégory Mounis a prolongé son contrat de deux ans avec la franchise catalane et verra celui-ci prendre fin en 2013.

## Palmarès
- Collectif :
  - Vainqueur de la Coupe d'Europe des nations : 2005 (France).
  - Vainqueur du Championnat de France : 2005 ( Union treiziste catalane).
  - Vainqueur de la Coupe de France : 2004 et 2005 (Union treiziste catalane).
  - Finaliste du Championnat de France : 2004 ( Union treiziste catalane).
  - Finaliste de la Challenge Cup : 2007 (Dragons Catalans).